# Львівський автомобільний ремонтний завод
Філія Концерну «Техвоєнсервіс» «Львівський автомобільний ремонтний завод» розташований у м. Львові.

## Історія підприємства
Підприємство розташоване у колишніх австрійських казармах першого полку уланів ландверу. Згодом у 1920—1939 роках тут розмістився польський 14-й полк уланів (так званих «Язловецьких»). У 1939—1941 роках розміщались радянські танкові частини зокрема 4 механізований корпус генерал-майора Власова.
Після 1944 казарми зайняла кавалерія Червоної армії, а дещо пізніше тут влаштовано 28-й авторемонтний завод Міноборони СРСР.

## Основна продукція
Капітальний ремонт УАЗ-469